# Simón Sarasola
Simón Sarasola (1871 -12 de diciembre de 1947) fue un meteorólogo y sacerdote jesuita español. Trabajó en Cuba por varios años (1897-1920), tanto en el Observatorio de Belén en La Habana como en el Observatorio de Montserrat en Cienfuegos, el cual fue fundado por él luego de la apertura del Canal de Panamá. En 1921 se trasladó a Bogotá por invitación del presidente de la República de Colombia Marco Fidel Suárez. Participó en la creación del Observatorio Meteorológico del Colegio Nacional de San Bartolomé y en la reorganización del servicio meteorológico nacional.